# دفاتر يوميات السرطان
دفاتر يوميات السرطان كتاب غير خيالي صدر عام 1980 بقلم الكاتبة والناشطة (أودري لورد). الكتاب يناقش معاناتها مع سرطان الثدي وتربطه بهويتها القوية ونضالها في بعض القضايا الاجتماعية مثل السحاق، الحقوق المدنية والقضايا النسوية. دفاتر يوميات السرطان يتكون من مقدمة وثلاثة فصول، كل منهما يضم مقاطع من يومياتها.
نشأة «أودري لورد» وخلفيتها تلعبان دورا رئيسيا في فهم جهات نظرها وشغفها تجاه النسوية، الحقوق المدنية وقضايا السحاق. فهم تطورات حياتها المبكرة ورحلتها في كتابة الشعر، يؤدي لفهم أفضل لعملها على دفاتر يوميات السرطان ومدلوليته.
بعيدا عن القصة التي ترويها «لورد» في كتابها، شيء أساسي أن نفهم تجربتها مع السرطان بعيدا عن العمل الأدبي. معركتها مع السرطان كانت محفزا للعديد من أعمالها، وهو بالالي جانبب مهم في فهم الصورة الكبرى لدفاتر يوميات السرطان. الموضوعات النسوية التي ظهرت في دفاتر يوميات السرطان كان لها تأثير هائل على ميراث (لورد) وفي مجالات الثقافة الاجتماعية.

## خلفيةأودري لورد
كانت (أودري لورد) (فبراير 18، 1934 – نوفمبر 17، 1992) كاتبة، نسوية، مناهضة لحقوق المرأة وناشطة حقوقية مدنية. ارتبط معظم عملها بالقضايا المحيطة والمتعلقة بشخصية المرأة السوداء، إلى جانب النسوية والحقوق المدنية. كان كلا والديها مهاجرين كاريبيين، ونشأت مع أختين كبريتين، فيليث وهيلين. كانت أصغر فرد في العائلة، وشُخصت بقصر النظر لدرجة اتعبارها عمياء من الناحية القانونية.
بسبب نشأتها في عصر الكساد في مدينة نيويورك، عانت «لورد» في إيجاد صوتها ولهذا تحولت إلى الشعر والكتابة للتعبير عن نفسها.
بالاقتراب من سن الثانية عشر، بدأت كتابة شعرها الخاص والاتصال مع الآخرين في المدرسة ممن كانوا يُعتبروا «منبوذون» وشعرت أنها منهم. تحدثت (لورد) عن بداياتها في الشعر في كتاب كُتاب نساء سود قائلة: «لقد اعتدت التحدث بالشعر. كنت أقرأ القصائد، وكنت أحفظها. كان الناس يقولون، حسنا ماذا تظنين، أودري، ماذا حدث لك بالأمس؟ فأقوم أنا بتأليف قصيدة وفي مكان ما منها يكون السطر أو الشعور الذي أود مشاركته. بعبارات أخرى، أنا حرفيا تواصلت بالشعر. وعندما لم أجد القصائد لتوضيح ما أشعر به، هذا ما جعلني أبدأ كتابة الشعر، وكان هذا في عمر الثانية أو الثالثة عشر.» في المدرسة الثانوية، رأت شغفها يولد بجدية عن طريق مشاركتها في ورش الشعر المتنوعة، المُرعاة بواسطة طريق رابطة الكتابة هارلم، بدلا من الشعور كأنها منبوذة. نُشرت قصيدتها الأولى بواسطة مجلة السابعة عشر وهي ما زالت في المدرسة الثانوية.
بعد المدرسة الثانوية، ذهبت (لورد) للالتحاق بجامعة هانتر من 1954 إلى 1959، وتخرجت بدرجة البكالريوس في علم المكتبات. بعد هذا أكملت (لورد) دراستها في جامعة كولومبيا، وحصلت على درجة الدكتوراة في علم المكتبات في عام 1961.
خلال الستينيات، ازدهر طريق (لورد) كشاعرة. نُشرت أعمالها في عديد من أعمال أخرى، تتضمن شعراء نيجرو الجديدة للانجستون هيوجيز عام 1962، عدة مختارات أجنبية وفي مجلات الأدب الأسود. بعض أعمالها الشعرية المشهورة تتضمن: المدن الأولى (1968)، كابلات الغضب، من أرض حيث يعيش أشخاص آخرون (1976)، متجر رأس ومتحف نيويورك (1974)، فحم (1976) و الحصان الأسود (1978). دفاتر يوميات السرطان جاءت لعد هذه الأعمال في 1980.
لم تتميز «لورد» بموضوع واحد فقط، بل العديد، رغبة منها في الاحتفاء بكل أجزائها بالتساوي. كان المعروف عنها وصف نفسها كأمريكية أفريقية، سوداء، سحاقية، نسوية، شاعرة، أم، إلخ... كانت فكرتها تتمثل في أن الجميع مختلفون عن بعضهم البعض وأن الاختلافات الجماعية هي التي تميزنا، بدلا من شيء واحد. فالتركيز على جميع جوانب الهوية يُجمع الناس أكثر من اختيار جزء واحد فقط من الهوية.

## تلخيص الحبكة والفصول
دفاتر يوميات السرطان تجربة خاصة وشخصية لمعركة «لورد» مع سرطان الثدي. فهي تدرس رحلة (لورد) لدمج تجربتها مع السرطان في هويتها. وتتكون من ثلاثة أجزاء مع قطع من دفاتر اليوميات ومقالات كُتبت بين عامي 1977 و 1979.
الفصل الأول، (تحول الصمت إلى لغة وفعل) مُقتبس من خطاب تم إلقائه في 28 ديسمبر، 1977في اجتماع الأدب والسحاقية لجمعية اللغات الحديثة. في هذا الحوار، تعرض (لورد) مدى صعوبة التحدث عن شيء شخصي مثل هذا.فهي تُقيّم مخاطر سوء الفهم أو حتى السخرية من راحة الصمت. تبدأ بقطعة من عملها الشعري السابق الحصان الأسود، تدعو (لورد) القارئ إلى التحدث وإلغاء الصمت.
الفصل الثاني، (سرطان الثدي: تجربة نسوية سحاقية سوداء)، هو تسجيل يوم بيوم لتجربتها مع السرطان. بداية من الخزعة إلى استئصال الثدي. يصف هذا الفصل المشاعر المُختبرة بواسطة الشخص دون أي أشخاص مقربين أو أمثلة يتم الاحتذاء بها خلال عملية التشخيص، الجراحة والتعافي. يركز هذا الجزء تركيزا أساسيا على اعتراف «لورد» بحاجتها الشديدة للبقاء على قيد الحياة، بأن تكون مُحاربة بدلا من ضحية، وعلى معرفتها بشبكة النساء اللائي استمر حبهن لها. وتصف أيضا الفائدة التي اكتسبتها في الحديث عن ذلك الموضوع مع السحاقيات الأخريات الناجيات من السرطان. كما تؤكد على قرارها بعد ارتداء الأثداء المصنوعة من السيليكون بعد عملية الاستئصال.
في الفصل الثالث، (سرطان الثدي: القوة في مواجهة الأعضاء الاصطناعية)، تصف «لورد» اتفاقها مع نتائج وحياة ما بعد الاستئصال. يتمحور هذا الفصل حول قرارها بعدم ارتداء أعضاء اصطناعية بعد استئصالها كلا الثديين. وتشرح أنه على الرغم من أنه قرار المرأة في ارتداء ثدي اصطناعي أو لا، فهذا الاختيار يبدو كأنه (تغطية في مجتمع يُحكم فيه على النساء ويتم التقليل من شأنهم فقط من خلال مظهرهم). وتقارن ارتداء ثدي اصطناعي بوسيلة فارغة حتى تصبح المرأة قابلة للتعديل وتتقبل جسدها الجديد، وبالتالي المطالبة بهوية جديدة. في الأساس، كما وصفت لورد، إذا اختارت امرأة أن تختار هويتها كناجية من السرطان ثم اتجهت إلى استخدام العضو الاصطناعي، فقد بدأت المطالبة بجسدها المتغير، والحياة. تصف (لورد) في هذا الكتاب، (العضو الاصطناعي يقدم الراحة الفارغة من ]لن يعرف أحد الفارق.[ لكن هذا الاختلاف الكبير الذي أود التأكيد عليه، لأنني عشته، وقاومته ونجيت منه، وأود أن أشارك هذه القوة مع النساء الأخريات. إذا أردنا ترجمة الصمت المُحيط بسرطان الثدي إلى لغة وفعل ضد هذا البلاء، فالخطوة الأولى هي أن النساء القائمات بعملية استئصال الثدي يجب أن يكنّ ظاهرات لبعضهن البعض.
تتطرق «لورد» إلى الإجراءات الاستشارية التي تُجرى بعد العملية بواسطة برنامج الوصول إلى التعافي التابع لجمعية السرطان الأمريكية وتشجيعها وترويجها للأثداء الاصطناعية. وتناقش أن البرنامج، على الرغم من عمله تحت غطاء (جيد) و (التعافي)، إلا أنه عزز نوعا ما من الحنين إلى كره النساء. تدرك (لورد) أن التركيز (التجميلي) لبرنامج الوصول إلى التعافي جزء من مشكلة عامة تتعلق بالتحيز الجنسي والعنصرية. كما تتحدث عن إمكانيات الطب البديل، بحجة أنه ينبغى أن يُتاح للمرأة النظر في جميع الخيارات، والتفاوض على العلاج والشفاء بشروطها الخاصة.

## رسائل نسوية
دفاتر يوميات السرطان تتناول الموضوعات البارزة في حياة لورد. في وصف هويتها على أنها مجموعة كبيرة من الملصقات، سوداء، سحاقية، أم نسوية وشاعرة. تسعى (لورد) إلى ضفر معركتها مع السرطان داخل هويتها.)أنا مُصابة بالسرطان، أنا شاعرة نسوية سوداء. كيف سأفعل هذا الآن؟) فهي تسأل وتسعى للإجابة من خلال كتاباتها. تتطرق (لورد) إلى المُثُل النسوية عندما تحارب المقهوم المجتمعي لما يجب أن تبدو عليه المرأة وما يبدو عليه جسدها بعد استئصال الثدي. أكدت (لورد) أن (امرأة حنونة) حاولت أن تعطيها (حمالة صدر ناعمة للنوم وحشوة من صوف الحملان مضغوطة في شكل ضمادة وردية شاحبة على شكل ثدي) الرالة واضحة: يجب أن يتكون الصدر الغائب بطريقة أو بأخرى، بحيث لا يكون انحراف صدر (لورد) عن الشكل الأنثوي المثالي ظاهرا. من خلال عناقها لثدي واحد، تتجنب (لورد) الإنكار وتواصل إلى ما بعد الضرر والإساءة الوشيكة التي تتلقاها النساء المرضى. تعمل (لورد) على تحدي مفهوم الأنوثة عند الناجين من السرطان.